# Alberta (tartomány)
Alberta Kanada egyik délnyugati tartománya.

## Közigazgatás
Területe több mint 661 000 km², lakosainak száma mintegy 3 millió. Nevét Viktória brit királynő egyik lányáról kapta. Fővárosa Edmonton. A tartomány legnagyobb városa Calgary, „a Sziklás-hegység fővárosa”, az 1988. évi téli téli olimpia helyszíne.
Tengerpartja nincs. Északról az Északnyugati területek határolják, keletről Saskatchewan tartomány, nyugatról Brit Columbia, délről az USA.

## Természeti viszonyok
Délnyugati részén vonul a Sziklás-hegység, aminek legmagasabb csúcsa Albertában a Mount Columbia (3747 m).
A tartomány kétharmada erdőség. A Sziklás-hegységben több jégmező és gleccser is van, ezek közül a leglátványosabb az Atlanti-óceán és a Csendes-óceán vízválasztóján elterülő Columbia-jégmező (Columbia Icefield), amiből hat nagyobb gleccser és több kisebb jégnyelv ágazik ki. A gleccserek az utóbbi évtizedekben rohamosan visszavonulnak, némelyek helyét már csak a morénatavak (pl. Moraine Lake) jelzik.
Alberta nevezetességei az ún. „hoodook”. Ezek olyan, rétegezett sziklák, amiket a szél és víz gomba formára alakított. A legszebb példányok Drumheller közelében, a Red Deer folyó mentén állnak egy olyan területen, ahol egykor rengeteg dinoszaurusz élt.
A hegyektől keletre elterülő füves prériket a South Saskatchewan, a Red Deer és a Milk folyó szeli át.

## A tartomány történelme
A nagyobb indián törzsek:
- krí,
- feketeláb,
- „assiniboine” (angol megnevezés),
- „sarcee” (angol megnevezés).

Ezek közül a legnevesebb és legharciasabb nemzet az Alberta középső részétől a ma az USA-hoz tartozó Yellowstone-ig terjeszkedett feketelábúaké volt.
A szőrmekereskedők és misszionáriusok a 18. század közepén jelentek meg. A törvénytelen viszonyoknak a 19. század végén az északnyugati lovasrendőrség vetett véget.
Az első vasútvonal, a Canadian Pacific Railroad 1883-ban érte el Calgaryt, és ettől kezdve tömegesen érkeztek a telepesek Kanada keleti részéből, az USA-ból, sőt Európából is. A nehéz körülmények ellenére farmok, kisebb-nagyobb városok alakultak ki.
Miután megépült a vasútvonal, Kanada nyugati vidékét négy tartományra osztották, és ezek egyike lett Alberta.
Alberta 1905. szeptember 1-jén vált önálló kanadai tartománnyá. Az 1930-as évektől létrejöttek olyan függetlenségpárti politikai körök, amelyek már megalakulásuk idején kormányra jutottak a tartományban. Eleinte az albertai függetlenség kérdését a nagy gazdasági világválság okozta nehézségek és azok nem megfelelőnek tűnő kezelése váltotta ki az ottawai központi kormány részéről. Amikor a térségben jelentős kőolajlelőhelyeket tártak fel, azt követően rendre a körül forgott a függetlenség kérdése is.
Az albertai elszakadási mozgalom és az albertai nemzet eszménye az 1970-es években tovább fejlődött. Nem egyszer párhuzamosan a Québecben tapasztalható elszakadási törekvésekkel egy időben léptek fel Albertában is függetlenségi követelésekkel. Az olaj, mint mértékadó tényező most is meghatározó volt a kérdésben, mivel jelentős hatást gyakorolt rá az 1973-as olajválság, a olaj világpiaci árára kihatással levő iráni forradalom, illetve a jom kippuri háború, mivel a kanadai kormány a keletkezett recesszióra nem volt képes megfelelő válaszokat adni, ez pedig hátrányosan érintette az albertai olajkitermelést.
2025-ben az albertai kormány egy jövőre esedékes függetlenségi referendum lehetőségét vetette fel, jóllehet a tartomány vezetője, Danielle Smith nem függetlenségpárti, de a döntést, mint mondta, átadná a lakosságnak. Smith akképp érvelt, hogy a tartomány szeretne az erőforrásai nyújtotta lehetőségekkel maga élni, amelyet a kanadai kormánynak lehetővé kellene tennie. Közre játszhat a kérdésben, hogy a Donald Trump vezette szomszédos Egyesült Államok komoly vámintézkedéseket vezetett már be eddig is Kanadával szemben, sőt Trump területi igényekkel lépett fel a teljes országra vonatkozóan.

## Politika

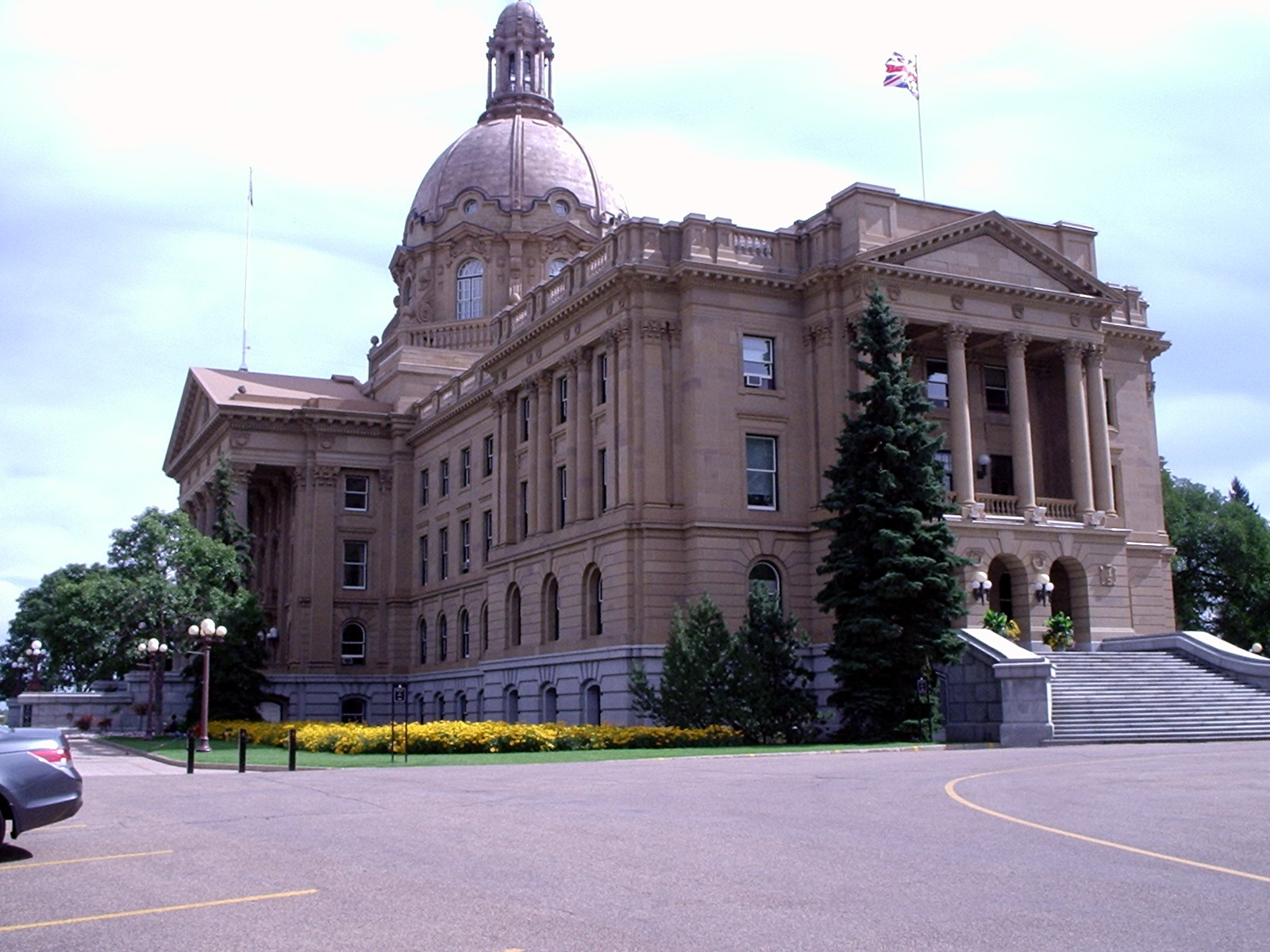
Az edmontoni parlament épülete

A tartomány politikai rendszere a Westminster-rendszeren alapuló egykamarás parlament. A parlament 83 főből áll. A kormányzó és a miniszterelnök a két legmagasabb tisztség az államban. Minden 5. évben van parlamenti választás, ami a brit hagyományokat követi.
Alberta 28 képviselőt küld a kanadai alsóházba a konzervatív pártba, mivel a tartományban jelenleg ők kormányoznak. A kanadai alkotmány értelmében az ország szenátusába 6 albertai képviselő ülhet.

## Éghajlat
Alberta 1200 km hosszan nyúlik el észak–déli irányban, kelet–nyugati irányban pedig 600 km. A magasság is eltérő. Északon 650 alatti hegyek vannak, délen viszont az 1200 méteres hegyek sem ritkák. Az éghajlat ezért nagyon változékony. Északon télen gyakoriak a –30 °C-nál hidegebb napok is. Délen viszont nyáron akár 38 °C is lehetséges.

## Gazdaság
A 19–20. század fordulóján George Kootenay Brown olajra bukkant a Waterton-tó közelében. Az első olajtársaság 1914-ben alakult. 1924-ben, illetve 1936-ban még nagyobb lelőhelyeket tártak fel, és a kőolaj-, földgáz- és kőszéntelepek kitermelése egyre inkább meghatározta Alberta gazdaságát. Ennek az államnak a gyáripara és szolgáltató ágazata adja Kanada GDP-jének 70%-át. A gazdaság harmadik legjelentősebb ága a turizmus. Jelentékeny a mezőgazdaság is.

## Népesség
A tartománynak 3 290 350 lakosa volt 2006-ban. A népsűrűség 4 fő körül mozog négyzetkilométerenként. A lakosság 85%-a angol anyanyelvű, míg 5%-a francia.
Alberta tartományban 70 ezer fő indián lakik. Ők a krí és a feketeláb törzshöz tartoznak. Ezenkívül sok mesztic is él itt.

### Legnépesebb települések
| Kép      | Rang | Város             | Régió    | Népesség  | Rang | Város             | Régió    | Népesség | Kép               |
| -------- | ---- | ----------------- | -------- | --------- | ---- | ----------------- | -------- | -------- | ----------------- |
| Calgary  | 1.   | Calgary           | Calgary  | 1 306 784 | 11.  | Spruce Grove      | Edmonton | 37 645   | Red Deer          |
| Calgary  | 2.   | Edmonton          | Edmonton | 1 010 899 | 12.  | Leduc             | Edmonton | 34 094   | Red Deer          |
| Calgary  | 3.   | Red Deer          | Central  | 100 844   | 13.  | Cochrane          | Calgary  | 32 199   | Red Deer          |
| Calgary  | 4.   | Strathcona County | Edmonton | 99 225    | 14.  | Okotoks           | Calgary  | 30 405   | Red Deer          |
| Calgary  | 5.   | Lethbridge        | Southern | 98 406    | 15.  | Fort Saskatchewan | Edmonton | 27 088   | Red Deer          |
| Edmonton | 6.   | Airdrie           | Calgary  | 74 100    | 16.  | Chestermere       | Calgary  | 22 163   | Strathcona County |
| Edmonton | 7.   | Wood Buffalo      | Northern | 72 326    | 17.  | Beaumont          | Edmonton | 20 888   | Strathcona County |
| Edmonton | 8.   | St. Albert        | Edmonton | 68 232    | 18.  | Lloydminster      | Central  | 19 739   | Strathcona County |
| Edmonton | 9.   | Grande Prairie    | Northern | 64 141    | 19.  | Camrose           | Central  | 18 772   | Strathcona County |
| Edmonton | 10.  | Medicine Hat      | Southern | 63 271    | 20.  | Stony Plain       | Edmonton | 17 993   | Strathcona County |

### Legnépesebb agglomerációk
| Agglomeráció                        | Népesség  |
| ----------------------------------- | --------- |
| Calgary Census metropolitan area    | 1 481 806 |
| Edmonton Census metropolitan area   | 1 418 118 |
| Lethbridge Census metropolitan area | 123 847   |
| Red Deer Census metropolitan area   | 100 844   |
| Medicine Hat Census agglomeration   | 76 376    |
| Wood Buffalo Census agglomeration   | 73 837    |
| Grand Prairie Census agglomeration  | 64 141    |
| Lloydminster Census agglomeration   | 36 508    |
| Okotoks Census agglomeration        | 30 405    |
| Camrose Census agglomeration        | 18 772    |

## Látnivalók
Alberta a cowboy-ok hazájaként is ismert. Kanada szerte rengeteg ranchot találhatunk. Évente rendezik meg a Calgary Stampede-t, ami a maga nemében a világ legnagyobb rodeója.

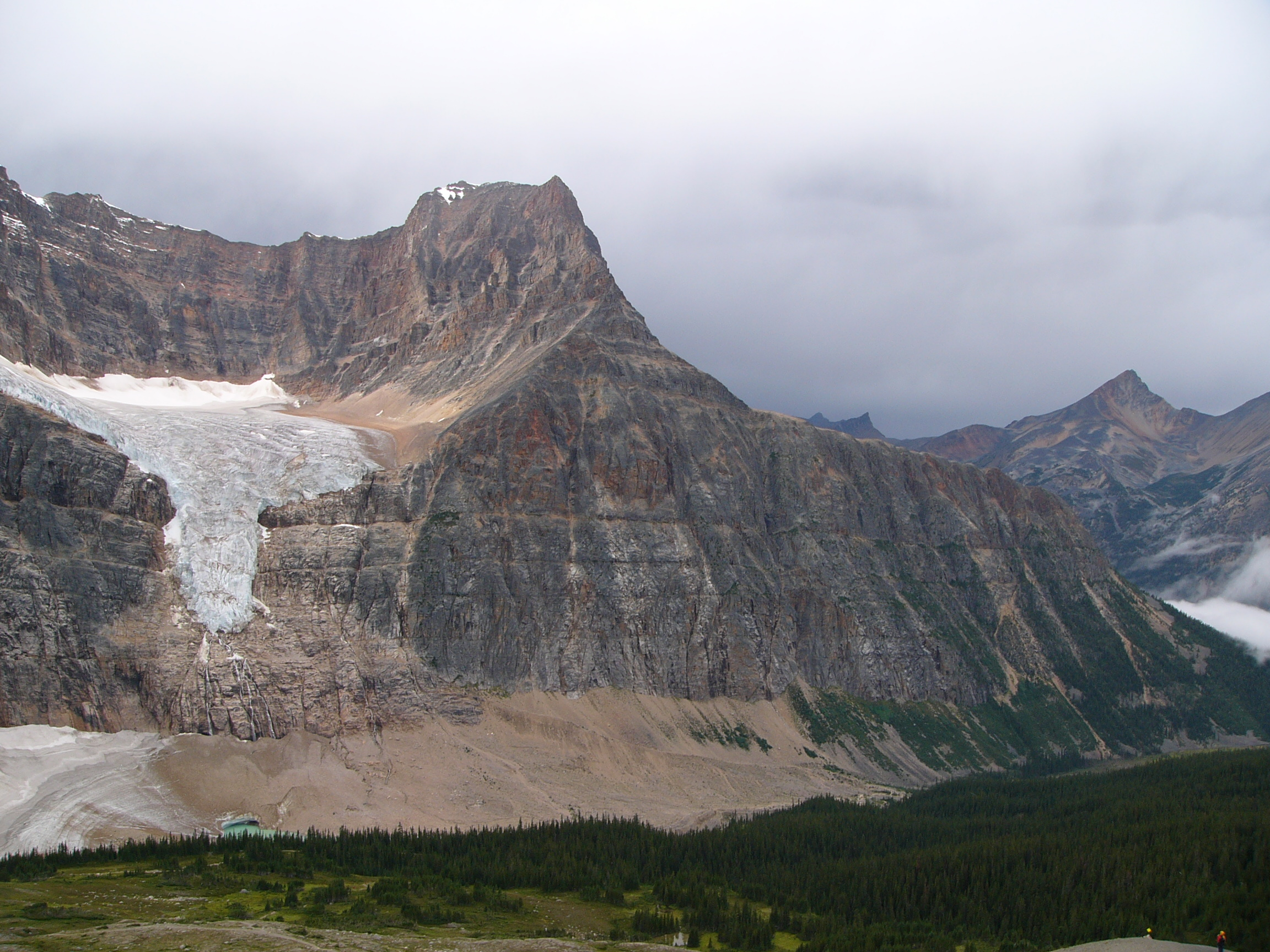
A Jasper Nemzeti Park

A tartományban számos nagy nemzeti és tartományi park található. Nyugaton a Jasper és a Banff Nemzeti Parkok, északon a Wood Buffalo Nemzeti Park, keleten az Elk-szigeti Nemzeti Park, délkeleten a Dinoszaurusz Tartományi Park és délen a Waterton-tavak Nemzeti Park.